# Acacia sciophanes
Acacia sciophanes är en ärtväxtart som beskrevs av Bruce R. Maslin. Acacia sciophanes ingår i släktet akacior, och familjen ärtväxter. Inga underarter finns listade i Catalogue of Life.